# Франко Варіско
Франко Варіско (італ. Franco Varisco, 10 квітня 1887, Мілан — 23 квітня 1970, Санремо) — італійський футболіст, що грав на позиціях захисника і нападника за клуб «УС Міланезе». Учасник першої офіційної гри в історії національної збірної Італії.
Згодом — футбольний арбітр.

## Клубна кар'єра
У дорослому футболі дебютував 1905 року виступами за команду «УС Міланезе», кольори якої захищав протягом шести років. У складі «УС Міланезе» був одним з головних бомбардирів команди, маючи середню результативність на рівні 0,38 гола за гру першості.

## Виступи за збірну
15 травня 1910 року був включений до складу національної збірної Італії на її перший в історії офіційний матч — товариську гру проти збірної Франції, в якій італійці перемогли з рахунком 6:2.
За 11 днів відіграв у своєму другому і останньому матчі за національну команду, в якому вона поступилася з рахунком 1:6 збірній Угорщини, що відповідно стало першою поразкою в історії італійської футбольної збірної.

## Подальше життя
Завершивши ігрову кар'єру, став футбольним арбітром. Протягом 1911—1920 років працював на іграх Першої Категорії, найвищого дивізіону італійського футболу.
Помер 23 квітня 1970 року на 84-му році життя в Санремо.
| Дата      | Місто    | Господарі | Результат | Гості   | Турнір           | Голи | Примітки                               |
| --------- | -------- | --------- | --------- | ------- | ---------------- | ---- | -------------------------------------- |
| 15-5-1910 | Мілан    | Італія    | 6 – 2     | Франція | товариський матч | -    | Перша гра в історії збірної Італії     |
| 26-5-1910 | Будапешт | Угорщина  | 6 – 1     | Італія  | товариський матч | -    | Перша поразка в історії збірної Італії |
| Усього    |          | Матчів    | 2         |         | Голів            | 0    |                                        |